# Kultur der Kontrolle
Kultur der Kontrolle. Verbrechensbekämpfung und soziale Ordnung in der Gegenwart ist ein  soziologisch-zeitdiagnostisches und kriminologisches Buch von David W. Garland, das 2008 als Übersetzung im Campus-Verlag erschien. Englischsprachige Ausgaben waren 2001 in Oxford und Chicago publiziert worden. Im Buch diagnostiziert Garland den strukturellen Wandel von Verbrechensbekämpfung und Strafjustiz im Übergang zur neoliberalen Spätmoderne in den USA und Großbritannien zu einer „Kultur der Kontrolle“.
The Culture of Control ist nach Punishment and Welfare (1985) und Punishment and Modern Society (1990) das abschließende Buch der Trilogie Garlands zur Entwicklung der Kriminalpolitik seit den 1970er-Jahren. Seither hat es ihm zufolge in den USA und Großbritannien einen Niedergang des rehabilitativen Ideals und eine Abkehr  von Resozialisierungsprogrammen gegeben. Es sei die Wiederkehr einer auf Vergeltung setzenden Strafpraxis zu erkennen sowie eine zunehmende Kommerzialisierung der Verbrechenskontrolle. Die Kriminalpolitik folge populistischen Motiven, delinquentes Verhalten werde aus sozialen Zusammenhängen gelöst und allein der individuellen Verantwortung und rationalen Entscheidungsfähigkeit zugerechnet. Das entspreche Prozessen neoliberaler Sozialpolitik. Der Abbau sozialer Reformprogramme sowie der Verfall von Solidaritätsnormen machten Kontrolle und Verurteilung von Außenseitern und Unterschichten möglich, ohne das Verhalten von Märkten, Unternehmen und wohlhabenden Schichten zu thematisieren.
Das Buch erfuhr eine breite internationale Rezeption und löste zahlreiche Forschungsaktivitäten aus. In Deutschland war das Echo auf Garlands Studie dagegen vergleichsweise gering. Von der deutschen Kritischen Kriminologie wurde Garlands Ansatz jedoch gewürdigt und war bereits Thema eines Sonderbandes des Kriminologischen Journals, bevor die Übersetzung von The Culture of Control vorlag.